# Амазон кубинський
Амазон кубинський (Amazona leucocephala) — птах родини папугові.

## Зовнішній вигляд
Довжина тіла 30—35 см. Основне забарвлення оперення зелене з чорною кромкою. Пір'я лобової частини голови до верхівки й навколо очей — білі. Оперення горла, щік і частково грудей рожево-червоного кольору. Пір'я вушних отворів темно-сірого кольору. Криюче махове пір'я крила від блакитного до світло-блакитного кольору. На черевці ледве помітна фіолетово-лілова пляма. Підхвістя птахів зеленого кольору з жовтими кінцями й окремим червоним пір'ям. У самок і молодих птахів синьо-рожеве забарвлення звичайно виражене слабкіше або взагалі відсутнє. Дзьоб солом'яно-жовтий з рожевим відтінком, ноги світло-бурі. Райдужка темно-коричнева. Підвиди незначно відрізняються забарвленням і розмірами.

## Розповсюдження
Населяє Кубу (звідси назва) і прилеглі острови: Багамські, Великий Кайман та Малий Кайман.

## Спосіб життя
Живуть у лісах, переважно хвойних. Можуть здійснювати нальоти на фруктові сади. Птахи не полохливі й досить шумні. Живуть невеликими зграями (до 30 особин). Під час спарювання розбиваються по парах. Вік життя 35—40 років. Живляться фруктами, в неволі також замоченою зерновою сумішшю.

## Розмноження
Сезон розмноження березень — серпень. Гніздяться у старих або гниючих порожнинах дерев — дуплах. У кладці 2—5 яєць. Інкубаційний період 26—28 днів. Під час висиджування яєць дуже обережні. Вигодовування — 8 тижнів.

## Загрози й охорона
У цей час рідкісні. Невеликі острівні популяції цих птахів перебувають під загрозою повного зникнення внаслідок знищення лісів і непродуманого інтродуціювання мілких хижаків. Внесений у Додаток I САЙТС. Кубинський амазон включений у Червоний список Міжнародного Союзу охорони природи (МСОП), раніше — Червона книга МСОП, у категорії LRnt — як вид, близький до видів, що перебувають під загрозою зникнення.

## Утримання
Птахи здатні до навчання й наслідуванню людської мови, що також вплинуло на скорочення чисельності виду. Нерідко зустрічаються особини, що вимовляють більш як 80 слів і фраз. Однак для них характерна середня обдарованість, коли птах добре засвоює близько 10—15 слів.
У неволі розмножуються рідко й переважно вигодовуються штучно.